# Operação Ave de Rapina
Foi uma investigação de combate à corrupção amplamente divulgada no estado de Santa Catarina deflagrada na manhã do dia 12 de novembro de 2014 pela Polícia Federal do Brasil com o apoio do Ministério Público de Santa Catarina que teve por objetivo desarticular uma organização criminosa voltada para a prática de crimes contra a administração pública do Município de Florianópolis e teve como alvo agentes públicos dos poderes executivo, legislativo e empresários envolvidos em vendas de projetos de lei, fraude em licitação e fraude em contratos que causaram prejuízos de aproximadamente R$ 30 milhões de reais aos cofres públicos municipais da cidade de Florianópolis.
As investigações comprovaram a existência de esquemas de corrupção inseridos na Câmara de Vereadores, Instituto de Planejamento Urbano de Florianópolis (IPUF) e Fundação Cultural Franklin Cascaes.

## A Investigação
A investigação realizada pela Polícia Federal foi dividida em 3 nuances investigativos:
1. Arregimentação de empresários por parte de integrantes do legislativo municipal para que esses empresários fossem beneficiados em projetos de lei;
2. Fraudes em licitações e o desvio de recursos públicos dentro da Fundação Cultural Franklin Cascaes que era utilizada como balcão de negócios para os acertos das fraudes. Constatou-se que empresários especializados em eventos festivos e culturais fraudavam licitações, também com a participação ativa de agentes públicos de Florianópolis, através do recebimento de informações privilegiadas relativas às empresas concorrentes e orientações de como proceder para fraudar o certame, com consequente desvio/apropriação de recursos públicos.
3. Apelidada como "Máfia dos Radares" [3] empresas especializadas em radares e lombadas eletrônicas simulavam concorrência em licitações com o apoio de servidores para garantir a elaboração de contratos com o poder público. Em troca, pagavam mensalmente propina aos integrantes da organização criminosa.

## CPI dos Radares
Foi uma Comissão Parlamentar de Inquérito instaurada pela Câmara de Vereadores de Florianópolis, fruto das investigações deflagradas pela Polícia Federal para investigar fraudes nos contratos entre a Prefeitura da capital e empresas que operam o sistema de fiscalização eletrônica em Florianópolis.
Membros:
- Presidente - Vanderlei Farias (PDT)
- Relator - Ricardo Camargo Vieira
- Sub relator - Deglaber Goulart (PMDB)
- Membro - Pedro de Assis Silvestre (PP)
- Membro - Edmilson Pereira Junior (PSB)

1. ↑  http://www.pf.gov.br/agencia/noticias/audio/operacao-ave-de-rapina-entrevista-coletiva/view
2. ↑  http://www.pf.gov.br/agencia/noticias/2014/11/pf-apreende-100-mil-reais-e-investiga-crimes-contra-a-administracao-publica
3. ↑  https://web.archive.org/web/20161120084904/http://www.cmf.sc.gov.br/cpis/1736
4. ↑  http://www.correiodopovo.com.br/Noticias/541030/Deflagrada-operacao-Ave-de-Rapina-em-RS-e-SC
5. ↑  http://g1.globo.com/sc/santa-catarina/noticia/2014/12/pf-entrega-inquerito-sobre-operacao-ave-de-rapina-justica.html
6. ↑  «Cópia arquivada». Consultado em 19 de novembro de 2016. Arquivado do original em 20 de novembro de 2016